# 腺苷受體興奮劑
腺苷受體興奮劑(Adenosine receptor agonist)是一種或多種腺苷受體的興奮劑。例如神經遞質腺苷，其磷酸酯，AMP、ADP和ATP，以及腺苷-5'-N-乙基甲酰胺等。